# TNA X Division Championship
Le TNA X Division Championship est un championnat de catch convoité par les catcheurs de la TNA dans la Division X.

## Historique
Le GFW X Division Championship, à l'origine connu sous le nom NWA TNA X Division Championship, était créé le 19 juin 2002, pendant le second show de la TNA, pour leur nouvelle X Division. La TNA fait la promotion de la X Division et du titre de la X Division comme un « catch réinventé » et y voit comme le côté innovateur du catch, alors que le NWA World Heavyweight Championship (maintenant remplacé par le TNA World Heavyweight Championship à la TNA) était comparé à un côté « traditionnel » dans le catch, représentant le prestige et l'histoire. Il est souvent référé pendant les présentations comme le X Division Championship of the World.
Le 25 mai 2003, Chris Sabin remportait le WWA International Cruiserweight Championship, et l'unifiait avec le titre de la X Division à la suite de la fermeture après le show de la World Wrestling All-Stars (WWA).

## Apparences de la ceinture
La ceinture originale avait le logo NWA TNA et un simple « X » sur le centre. Le logo était maintenu jusqu'à ce qu'il change en 2003. Un nouveau design faisait son apparition le 16 mai 2007 pour coïncider avec la création des autres titres de la TNA. La nouvelle ceinture est plus large et ronde ; comprenant le logo actuel de la TNA, un « X » sur la forme du logo TNA, et le mot « Division » sur le milieu du « X ».
Le design de la ceinture changea une nouvelle fois en 2018. Il est écrit Impact Wrestling sur la plaque centrale avec un X bleu derrière le texte.
Le premier Champion de la X Division est A.J. Styles